# Leef! (film)
Leef! is een Nederlandse dramafilm uit 2005. De film ging op 22 september 2005 tijdens het filmfestival van Utrecht in première.
Regisseur Willem van de Sande Bakhuyzen overleed een paar dagen voor de première. De film won de publieksprijs op het Nederlands Film Festival en Van de Sande Bakhuyzen kreeg postuum de speciale juryprijs voor zijn gehele oeuvre. Sophie van Winden ontving het Gouden Kalf voor de beste vrouwelijke bijrol, een prijs die in 2005 voor het eerst werd uitgereikt.

## Verhaal
De film draait rond een vrouw die alles over heeft voor haar man, kinderen en moeder maar diep in haar hart schrijfster wil worden en het beste uit het leven wil halen. Maar om schrijfster te worden, wordt verteld dat je je leven op orde moet hebben. En dat is bij Anne niet het geval: haar huwelijk hangt aan een zijden draadje, de jongste dochter ziet het leven niet meer zo zitten, haar oudste dochter heeft hartproblemen en Anne's moeder is een mindervalide die het klagen tot een vak heeft verheven. Toch weet Anne er een positieve draai aan te geven.

## Rolverdeling
- Monic Hendrickx - Anne Jongkind
- Anne Wil Blankers - Sybille
- Roos Ouwehand - jonge Sybille
- Peter Blok - Paul
- Sarah Jonker - Robin
- Sophie van Winden - Isabelle
- Tanja Jess - Jolande
- Jeroen Krabbé - Hugo
- Jeroen Willems - Gerard
- Jacqueline Blom - Ellie
- Petra Laseur - Lies
- Frank Lammers - BMW bestuurder